# Daniel De Silva
Daniel De Silva (Perth, 6 maart 1997) is een Australisch voetballer die bij voorkeur als aanvallende middenvelder speelt. Hij stroomde in 2013 door vanuit de jeugd van Perth Glory.

## Carrière
De Silva begon met voetballen bij Kingsway Olympic, dat hij in 2012 verruilde voor WA NTC, een voetbalacademie in Australië. Daar werd hij ontdekt door Perth Glory. De Silva maakte datzelfde jaar zijn debuut in het eerste elftal van de club. Hij was de op een na jongste debutant in de A-League ooit.
De Silva speelde in drie seizoenen meer dan dertig competitiewedstrijden voor Perth Glory. Dat verhuurde hem in augustus 2015 vervolgens tot medio 2017 aan Roda JC, dat in het voorgaande seizoen promoveerde naar de Eredivisie. De Silva kwam in anderhalf seizoen tot zestien competitiewedstrijden voor de Nederlandse club voor hij in januari 2017 voortijdig terugkeerde naar Australië.

## Statistieken
| Seizoen | Club                   | Competitie | Wed. | Goals |
| ------- | ---------------------- | ---------- | ---- | ----- |
| 2012/13 | Perth Glory            | A-League   | 4    | 0     |
| 2013/14 | Perth Glory            | A-League   | 11   | 0     |
| 2014/15 | Perth Glory            | A-League   | 18   | 3     |
| 2015/16 | → Roda JC Kerkrade     | Eredivisie | 8    | 0     |
| 2016/17 | → Roda JC Kerkrade     | Eredivisie | 8    | 0     |
| 2017/18 | Central Coast Mariners | A-League   | 21   | 3     |
| 2018/19 | → Sydney FC            | A-League   | 19   | 2     |
| 2019/20 | Central Coast Mariners | A-League   | 20   | 1     |
| 2020/21 | Central Coast Mariners | A-League   | 22   | 4     |
| Totaal  | Totaal                 | Totaal     | 131  | 13    |

## Internationaal
De Silva speelde van 2011 tot 2012 voor Australië -17, waarvoor hij wedstrijden speelde en twee doelpunten maakte. Hij debuteerde in 2013 in Australië -20. Hiervoor maakte hij op het Wereldkampioenschap voetbal onder 20 in 2013 zijn eerste goal, tegen Colombia -20.